# Cryptocarya procera
Cryptocarya procera là loài thực vật có hoa trong họ Nguyệt quế. Loài này được Talbot miêu tả khoa học đầu tiên năm 1911.